# Fraser Brown (Rugbyspieler)
Fraser James Macgregor Brown (* 20. Juni 1989 in Lanark) ist ein schottischer Rugby-Union-Spieler. Er spielt auf der Position des Hakler für das schottische Franchise Glasgow Warriors und für die schottische Nationalmannschaft. Zu seinen Erfolgen gehört ein Meistertitel mit Glasgow.

## Biografie

### Vereinskarriere
Brown absolvierte ab 2001 die Merchiston Castle School, an der er die 2006/07 Rugbymannschaft als Kapitän anführte. 2010 unterschrieb er seinen ersten Profivertrag beim Franchise Edinburgh Rugby, schaffte es aber aufgrund mehrerer Verletzungen nicht in die erste Mannschaft und wechselte deshalb nach nur einem Jahr zum Amateurverein Heriot’s RFC in der Scottish Premiership. Im Februar 2013 holte ihn Trainer Gregor Townsend zum Franchise Glasgow Warriors, um einen verletzten Spieler zu ersetzen. Sein Debüt in der Profiliga Pro12 hatte er unmittelbar darauf gegen Parma. Brown konnte sich rasch in der Stammformation etablieren und gewann mit seinem Team die Meisterschaft der Saison 2014/15. In der Saison 2022/23 erreichte seine Mannschaft das Finale des EPCR Challenge Cup, verlor dieses aber mit 19:43 gegen den RC Toulon.

### Nationalmannschaft
2007 spielte Brown für die schottische U18-Nationalmannschaft, 2008 kam er in die U20-Nationalmannschaft. Er war Kapitän der Schotten bei der Juniorenweltmeisterschaft 2009, an der sein Team den neunten Platz belegte. Unmittelbar vor einem Vierländerturnier in Südafrika wurde er im Juni 2013 für die schottische Nationalmannschaft nominiert, als er für den verletzten Pat MacArthur nachrückte. Beim Test Match gegen die Springboks blieb zunächst auf der Ersatzbank. Sein erster Länderspieleinsatz folgte dann eine Woche später beim 30:29-Sieg gegen Italien. Sowohl bei der Weltmeisterschaft 2015 als auch bei der Weltmeisterschaft 2019 gehörte Fraser dem Kader an, wobei er zu fünf bzw. vier Einsätzen kam. Am 23. Oktober 2020 war er beim 48:7-Heimsieg gegen Georgien erstmals Mannschaftskapitän der Schotten. Wegen einer Nackenverletzung verpasst er die Six Nations 2021.

## Erfolge
Glasgow Warriors:
- Meister Pro12: 2015
- Meisterschaftsfinalist Pro14: 2019
- Finalist EPCR Challenge Cup: 2023